# أبوسوميات صغيرة
الأبوسوميات الصغيرة أو قرود الجبل (الاسم العلمي: Microbiotheria) هي رتبة من الثدييات تتبع فوق رتبة أبوسوميات صغيرة وأشباهها من الجرابيات الأسترالية. تضمُّ فصيلة واحدةً تُدعَى الأبوسومات الصغيرة ولا يُمثِّلها حالياً سوى نوع واحد على قيد الحياة هو الأبوسوم زغبي الوجه. تنتمي إلى الرُّتبة أيضاً العديدُ من الأنواع المنقرضة التي عثر على أحافيرها في أمريكا الجنوبية وشمال غربي أستراليا وغرب القارة القطبية الجنوبية.
كان يُعتَقد في الماضي أن الأبوسوميات الصغيرة تنتمي إلى رتبة الأبوسوميَّات لكنَّ دراسات علم التشريح وعلم الوراثة في السنوات الأخيرة أثبتت أنَّها مختلفةٌ عن مُعظم الجرابيات الأمريكية، بل هي بالحقيقة أكثر صلةً بالجرابيات الأسترالية، ولذلك فهي تُصنَّف مع باقي أنواع الجرابيات الأسترالية ضمن طبقة (فوق رتبة) واحدة.

## التصنيف
- فصيلة الأبوسومات الصغيرة
  - †الأبوسوم الصغير
  - †الأبوسوم الصغير الفجري
  - الأبوسوم زغبي الوجه